# 水納海運
合名会社水納海運（みんなかいうん）は、沖縄県国頭郡本部町の海運会社。沖縄本島の渡久地港と離島である水納島を結ぶ航路を運航している。

## 概要
水納島への唯一の航路として島民の本土との交通、生活物資の輸送を担っている。夏期は海水浴に訪れる観光客に対応するため、最大12往復まで増便される。
離島航路整備法の補助対象航路となっている。
従来就航していた「ニューウィングみんな」の更新のため、沖縄振興特別推進交付金を活用した2015年度および2016年度に補助金を交付を受け、バリアフリー化した新造船「ニューウィングみんなII」を建造、2016年7月9日に就航した。

## 航路
- 渡久地港 - 水納島（7.5km、所要時間15分）

通常は1日3往復、冬期（12月-3月）は1日2往復を運航する。
夏期の繁忙期は、7月1日-7月19日は1日6往復、7月20日-8月31日は1日12往復、9月1日-9月20日は1日8往復にそれぞれ増便される。
- 渡久地港は、本部港内の管理区域であるが、同港とは約3km離れており、注意が必要である。

## 船舶

### 就航中の船舶
- ニューウィングみんなII

2016年7月9日就航、瀬戸内クラフト建造、86総トン、旅客定員173名

### 過去の船舶
- ニューウィングみんな

1998年6月竣工、2016年7月引退。瀬戸内クラフト建造、沖縄県離島海運振興共有
65総トン、全長26.00m、型幅5.40m、型深さ2.41m、ディーゼル（ヤンマー 12LAK-ST2）2基、機関出力2,200PS、最大速力30.15ノット、乗組員3名、旅客定員160名
- ニューウィングみんな
- ニューウィングみんな2（就航中）